# Hartland Sweet Snyder
Hartland Sweet Snyder, ameriški fizik,* 1913, Salt Lake City, Utah, ZDA, † 1962.
Snyder je doktoriral na Univerzi Kalifornije v Berkeleyju pod Oppenheimerjevim mentorstvom.
Leta 1939 sta Oppenheimer in Snyder izračunala gravitacijsko sesedanje homogene tekoče krogle proste tlaka in ugotovila, da se odvoji od preostalega Vesolja.
Med letoma 1940 in 1947 je poučeval na Severozahodni univerzi (Northwestern University) v Evanstonu, Illinois, do smrti pa je bil zaposlen v Brookhavenskem narodnem laboratoriju (Brookhaven National Laboratory).